# PSV Chemnitz

Logo

PSV Chemnitz (Chemnitzer Polizeisportverein) is een Duitse voetbalclub uit de stad Chemnitz, in de deelstaat Saksen. Met zo'n 1600 leden is het de tweede grootste vereniging van de stad.

## Geschiedenis
De club werd op 16 augustus 1920 opgericht door 37 politieagenten van de stad, naast voetbal werd er ook handbal gespeeld. Clubkleuren waren groen-wit. In 1925 promoveerde de club naar de hoogste klasse van de Midden-Saksische competitie. Nadat de club enkele jaren onder de radar bleef werden ze in 1930 vicekampioen met twee punten achterstand op Sturm Chemnitz. Het volgend seizoen greep de club de macht en werd met een comfortabele voorsprong van zes punten op Chemnitzer BC kampioen. In de Midden-Duitse eindronde versloeg de club Guts Muts Dresden, maar werd dan gestopt door Fortuna Magdeburg. In 1932 werd de club zelfs met 9 punten voorsprong kampioen. In de eindronde werd Budissa Bautzen met een monstercore opzij gezet (1-17). Ook FC Thüringen Weida kreeg 10 goals om de oren en VFC Plauen 7. Ook topclub Hallescher FC Wacker werd in de halve finale met 7-2 aan de kant gezet waardoor de club zich voor de finale plaatsten tegen topclub Dresdner SC. De club won met 3-2 en werd zo als enige club uit Chemnitz Midden-Duits kampioen. Hierdoor plaatste de club zich voor de  eindronde om de Duitse landstitel. In de eerste ronde maakte de club Beuthener SuSV met de grond gelijk (5-1). In de volgende ronde verloor de club nipt met 2-3 van latere kampioen Bayern München.
In 1932/33 stond de club opnieuw in de Midden-Duitse finale maar verloor dit keer van Dresdner SC, maar plaatste zich evenzeer voor de eindronde. Dit keer kreeg de club een veeg uit de pan van FSV Frankfurt 6-1 en werd in de eerste ronde uitgeschakeld. In 1933 werd de competitie geherstructureerd. De Midden-Duitse bond werd ontbonden en de vele competities werden vervangen door de Gauliga Mitte en Gauliga Sachsen. Uit Midden-Saksen plaatsten zich slechts twee clubs en de werd in het eerste seizoen knap derde achter de tradionele topclubs VfB Leipzig en Dresdner SC. In 1934 verhuisde de club naar het nieuwe stadion aan de Planitzstrasse, het huidige Stadion an der Gellertstraße van Chemnitzer FC.
In 1935 en 1936 werd de club dan kampioen. De eindronde werd in eerste instantie in groepsfases beslecht. PSV werd groepswinnaar in een groep met Hertha BSC, Vorwärts RaSpo Gleiwitz en Yorck Boyen Insterburg en plaatste zich hierdoor voor de halve finale, die het met 3-2 verloor van Schalke 04. In het volgende seizoen eindigde de club gelijk in de stand met Schalke maar werd tweede door een slechter doelsaldo, het liet wel Berliner SV 92 en Hindenburg Allenstein achter zich.
In 1935 won de club ook de beker van Saksen met 6-1 tegen Sportfreunde 01 Dresden. De volgende jaren eindigde de club meestal in de subtop. In 1942 werd de naam veranderd in SG OrPo Chemnitz en het volgende seizoen degradeerde de club. Na één seizoen kwam Chemnitz terug maar dat seizoen werd door de Tweede Wereldoorlog niet beëindigd. Een van de hoogtepunten in de clubgeschiedenis is een 5-2-overwinning tegen Real Madrid. Nadat Duitsland gesplitst werd nam de club nog verschillende namen aan waarvan de langst gebruikte SG Dynamo Karl-Marx-Stadt was. In 1990 werd opnieuw de naam PSV Chemnitz aangenomen.

## Erelijst
Kampioen Midden-Duitsland:1932 

Gauliga Saksen: 1935, 1936